# (8782) Bakhrakh
(8782) Bakhrakh (1976 UG2) – planetoida z grupy pasa głównego asteroid okrążająca Słońce w ciągu 3,81 lat w średniej odległości 2,44 au. Odkryta 26 października 1976 roku.